# Сицилия (броненосец)
«Сицилия» (итал. Sicilia) — второй из трёх быстроходных броненосцев типа «Ре Умберто», построенный для итальянского флота в 1884—1895 годах. Назван в честь одноимённого острова. Броненосец «Сицилия» был разработан инженером Бендетто Брином как развитие его взглядов на приоритет скорости и тяжёлого вооружения над бронированием, ранее воплощённые в проекте «Италия». Оставались на вооружении до Первой мировой, но практически никакого участия в ней не принимали. «Сицилия» был последним броненосцем типа «Ре Умберто» который был достроен.
Корабль во время своей карьеры участвовал в крупномасштабных маневрах итальянского флота и выполнял дипломатические миссии в Европе. Перед Первой мировой войной, «Ре Умберто» был списан и использовался в качестве плавучей базы в Таранто и затем стал ремонтным судном. «Ре Умберто» был окончательно списан и пущен на слом в 1923.